# Diocesi di Giro di Tarasio
La diocesi di Giro di Tarasio (in latino: Dioecesis Girensis Tarasii) è una sede soppressa e sede titolare della Chiesa cattolica.

## Storia
Giro di Tarasio, nell'odierna Algeria, è un'antica sede episcopale della provincia romana di Numidia. Mesnage e Jaubert ipotizzano che Giro di Tarasio possa trovarsi a 12 chilometri a sud di Henchir-Tarsa, forse l'antica Tarasa, dove si trovano i resti di un villaggio berbero, con diverse rovine di epoca romana. Scrive Mesnage: «Il est possible que la population de ce village berbère ait été gagnée au christianisme et qu'un évêque se soit établi chez elle, comme dans la petite ville voisine de Tarasus ou Tarasa.»
Unico vescovo noto di questa antica diocesi africana è Feliciano, il cui nome appare al 121º posto nella lista dei vescovi della Numidia convocati a Cartagine dal re vandalo Unerico nel 484; Feliciano, come tutti gli altri vescovi cattolici africani, fu condannato all'esilio.
Dal 1933 Giro di Tarasio è annoverata tra le sedi vescovili titolari della Chiesa cattolica; dal 18 marzo 2019 il vescovo titolare è Fidelis Bautista Layog, vescovo ausiliare di Lingayen-Dagupan.

## Cronotassi

### Vescovi residenti
- Feliciano † (menzionato nel 484)

### Vescovi titolari
- Lafayette Libânio † (3 novembre 1966 - 14 dicembre 1970 dimesso)
- László Lékai † (8 febbraio 1972 - 12 febbraio 1976 nominato arcivescovo di Esztergom)
- Federico Ocampo Escaler, S.I. † (12 giugno 1976 - 18 febbraio 1978 dimesso)
- Franz-Peter Tebartz-van Elst (14 novembre 2003 - 28 novembre 2007 nominato vescovo di Limburg)
- John Doaninoel, S.M. † (6 dicembre 2007 - 7 agosto 2018 deceduto)
- Fidelis Bautista Layog, dal 18 marzo 2019